# سيو يي سوك
وسيو يي سوك (بالكورية: 서이숙) هي ممثلة كورية جنوبية. ولدت يوم 6 ديسمبر 1966 في مقاطعة يونتشون في كوريا الجنوبية.

## الأعمال

### مسلسلات
| السنة | العنوان            | الدور          | م.    |
| ----- | ------------------ | -------------- | ----- |
| 2025  | هنيئا مريئا جلالتك | الملكة الأرملة | [ 2 ] |

## روابط خارجية
- سيو يي سوك على موقع IMDb (الإنجليزية)
- سيو يي سوك على موقع قاعدة بيانات الفيلم (الإنجليزية)